# Motutakupu Island (Waikato)
Motutakupu Island, auch Gannet Island genannt, ist eine kleine Insel der Inselgruppe der Motukawao Group im Norden der Nordinsel von Neuseeland.

## Geographie
Motutakupu Island befindet sich an der Westküste der Coromandel Peninsula, rund 13,7 km nordwestlich von Coromandel und rund 8,8 km südwestlich der Colville Bay. Sie hat eine Größe von 0,27 Hektar. Motutakupu Island besitzt eine Länge von rund 127 m in Nordwest-Südost-Richtung und eine maximale Breite von rund 37 m in Südwest-Nordost-Richtung. Die Höhe der Insel liegt unterhalb 20 m.
Südöstlich von Motutakupu Island befindet sich in einer Entfernung von rund 1,385 km die nächstliegende und Moturua Island vorgelagerte kleine unbenannte Insel und in einer Distanz von rund 1,61 km Moturua Island selbst. In ostnordöstlicher Richtung findet man nach 1,45 km die Nachbarinsel Motukaramarama Island vor.